# Улица Кроонуайа
Улица Кроонуайа (эст. Kroonuaia tänav) — улица Тарту, от набережной (улица Эмаёэ) до улицы Якоби, одна из границ исторической части города и Ботанического сада Тартуского университета.

## История
В советские времена, 1950—1989, Комсомольская улица. Предшествующие названия — улица Ботанического сада, Ботаническая улица.